# مفتی اعظم بیت‌المقدس

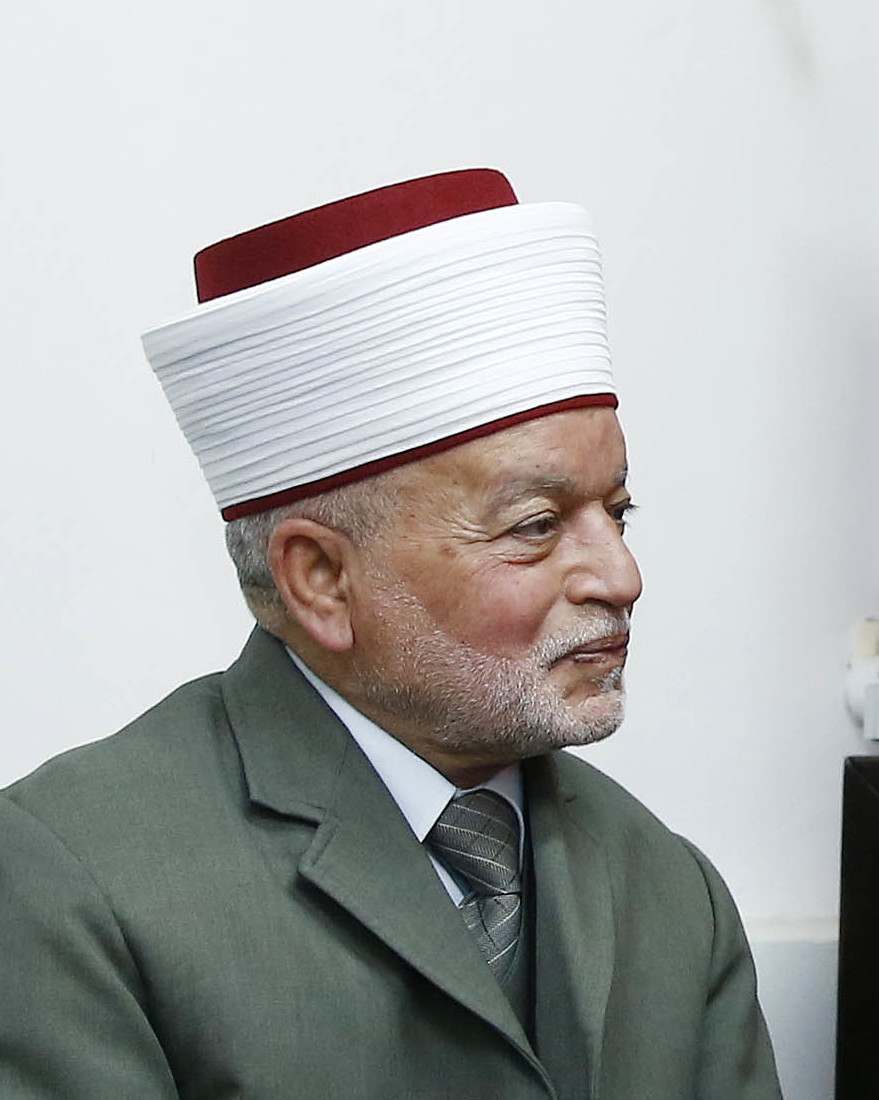
محمد احمد حسین، مفتی اعظم بیت‌المقدس (۲۰۰۶–اکنون)

مفتی اعظم بیت‌المقدس یا مفتی اعظم قدس، روحانی مسلمان سنی است که مسئول اماکن مقدس اسلامی بیت‌المقدس از جمله الاقصی است. این جایگاه توسط دولت نظامی بریتانیا به رهبری رونالد استورز در سال ۱۹۱۸ تأسیس شد. محمد احمد حسین از سال ۲۰۰۶، این سمت را به انتصاب رئیس‌جمهور فلسطین، محمود عباس، اداره می‌کند.

## تاریخ

### قیمومیت بریتانیا
مفتی اعظم جایگاهی بود که توسط مقامات قیمومیت بریتانیا ایجاد شد. این عنوان جدید را انگلیسی‌ها برای «ارتقای وضعیت اداری» در نظر گرفته بودند.
هنگامی که کامل الحسینی در سال ۱۹۲۱ درگذشت، کمیسر عالی بریتانیا، هربرت ساموئل، محمد امین الحسینی را به این سمت منصوب کرد. امین الحسینی، یکی از اعضای خانواده الحسینی بیت‌المقدس، یک رهبر ملی‌گرا و مسلمان عرب در قیمومیت بریتانیا بر فلسطین بود. الحسینی به عنوان مفتی اعظم و رهبر کمیته عالی عرب، به ویژه در دوران جنگ ۴۵–۱۹۳۸، نقش کلیدی در مخالفت خشونت‌آمیز با صهیونیسم ایفا کرد و از نزدیک با رژیم نازی در آلمان متحد شد.

### وقف اردن
در سال ۱۹۴۸، پس از اشغال بیت‌المقدس توسط اردن، عبدالله اول اردن رسماً الحسینی را از سمت خود برکنار کرد، او را از ورود به بیت‌المقدس منع کرد و حسام‌الدین جارالله را به عنوان مفتی اعظم منصوب کرد. با مرگ جارالله در سال ۱۹۵۲، وقف اسلامی بیت‌المقدس اردن سعد العالمی را به عنوان جانشین وی منصوب کرد. وقف در سال ۱۹۹۳ پس از مرگ العالمی، سلیمان جعبری منصوب کرد.

### تشکیلات خودگردان فلسطین
پس از مرگ جعبری در سال ۱۹۹۴، دو مفتی رقیب منصوب شدند: تشکیلات خودگردان فلسطین، اکریمه سعید صبری را نامزد کرد، در حالی که اردن عبدالقادر عبدین را رئیس دادگاه تجدید نظر مذهبی معرفی کرد. این منعکس کننده تناقض میان پیمان اسلو یکم بود که انتقال قدرت از اسرائیل به تشکیلات خودگردان را پیش‌بینی می‌کرد و معاهده صلح اسرائیل و اردن که سرپرستی اماکن مقدس بیت‌المقدس را به رسمیت می‌شناخت. مسلمانان محلی دیدگاه سازمان آزادیبخش فلسطین را مبنی بر اینکه اقدام اردن یک مداخله ناموجه بود، تأیید کردند.
صبری در سال ۲۰۰۶ توسط محمود عباس رئیس تشکیلات خودگردان، که بابت اینکه صبری بیش از حد درگیر مسائل سیاسی بود نگرانی داشت، برکنار شد.
عباس محمد احمد حسین را منصوب کرد که به عنوان یک میانه‌رو سیاسی شناخته می‌شد. مدت کوتاهی پس از انتصاب، حسین اظهاراتی را بیان کرد که نشان می‌دهد بمب‌گذاری انتحاری تاکتیک قابل قبولی برای فلسطینی‌ها برای استفاده علیه اسرائیل بود.

## فهرست کنید
- کمیل الحسینی از زمان خلق این نقش در سال ۱۹۱۸ تا زمان مرگش در سال ۱۹۲۱م.
- محمد امین الحسینی از ۸ مه ۱۹۲۱ تا ۱۹۴۸; در سال ۱۹۳۷ توسط بریتانیا تبعید شد اما از سِمت مفتی عزل نشد[۱۲][۱۳]
- حسام الدین جارالله از ۲۰ دسامبر ۱۹۴۸ تا ۶ مارس ۱۹۵۴[۱۴]
- سعد العلمی از ۱۹۵۳ تا ۶ فوریه ۱۹۹۳[۱۵][۱۶]
- سلیمان جعبری از ۱۷ فوریه ۱۹۹۳ (اردن) / ۲۰ مارس ۱۹۹۳(از سوی تشکیلات خودگردان) تا ۱۱ اکتبر ۱۹۹۴[۱۷]
- عبدالقادر عبدین (اردن) از ۱۱ اکتبر ۱۹۹۴ تا ۱۹۹۸[۱۸]
- اکریمه سعید صبری (PA) از ۱۶ اکتبر ۱۹۹۴ تا ژوئیه ۲۰۰۶ [۱۸]
- محمد احمد حسین از ژوئیه ۲۰۰۶ تا کنون